# Yoko Nakamura
Yoko Nakamura (11 de abril de 1966) é uma atriz japonesa que esteve presente em algumas séries tokusatsu nos anos 1980. Por muitos fãs é considerada uma das mais belas atrizes de séries tokusatsu, junto com Megumi Ogawa, Michiko Makino, Mika Chiba, Hiroko Nishimoto, Naomi Morinaga, Sayoko Hagiwara e outras. Dublada no Brasil por Lúcia Helena tanto em Changeman quanto em Flashman.
Hoje atualmente está totalmente afastada da midia vivendo a sua vida normal, junto com seu marido e filhos, segundo o seu colega de trabalho Touta Tarumi, o Jin/Red Flash. 

## Lista de trabalhos
- Ayra, a menina arco-íris (ep.45) em Changeman
- Sara/Yellow Flash em Flashman
- Participação no episódio 35 de Fiveman